# Městec (Očelice)
Městec (německy Miestetz) je malá vesnice, část obce Očelice v okrese Rychnov nad Kněžnou. Nachází se asi 1,5 km na severozápad od Očelic. V roce 2009 zde bylo evidováno 31 adres. V roce 2001 zde trvale žilo 40 obyvatel.
Městec leží v katastrálním území Městec nad Dědinou o rozloze 2,55 km2.